# ماتیا تیرلی
ماتیا تیرلی (انگلیسی: Mattia Tirelli؛ زادهٔ ۳۰ ژوئن ۲۰۰۲) بازیکن فوتبال اهل ایتالیا است.